# Ella Masar
Ella Masar, född 3 april 1986 i Urbana, Illinois, är en amerikansk fotbollsspelare (försvarare). Hon har tidigare spelat för bland annat Houston Dash, Chicago Red Stars, Paris Saint-Germain, Lillestrøm, FC Rosengård och VfL Wolfsburg.